# Piwniczna-Zdrój (gmina)
Piwniczna-Zdrój est une gmina mixte du powiat de Nowy Sącz, Petite-Pologne, dans le sud de Pologne, sur la frontière avec la Slovaquie. Son siège est la ville de Piwniczna-Zdrój, qui se situe environ 21 km au sud de Nowy Sącz et 89 km au sud-est de la capitale régionale Cracovie.
La gmina couvre une superficie de 126,7 km2 pour une population de 10 313 habitants.

## Géographie
Outre la ville de Piwniczna-Zdrój, la gmina inclut les villages de Głębokie, Kokuszka, Łomnica-Zdrój, Młodów, Wierchomla Mała, Wierchomla Wielka et Zubrzyk.
La gmina borde la ville de Szczawnica et les gminy de Łabowa, Muszyna, Nawojowa et Rytro. Elle est également frontalière de la Slovaquie.